# 科查尼
科查尼（羅馬化：Kočani，馬其頓語發音：[ˈkɔtʃani] ⓘ）是北馬其頓东部科查尼市鎮内的城镇及其行政中心，位于斯科普里东边约100公里处。2021年人口数量为24,632人。

## 外部連結
- 科查尼市镇官方网站 （页面存档备份，存于） （馬其頓文）
- Old photographs of Kočani （页面存档备份，存于）
- Blog about Kocani, Rural tourism